# Невидимая рука
«Невидимая рука» (англ. invisible hand) — метафора, ставшая популярной после публикации работ Адама Смита. Впервые она появляется в раннем эссе «История астрономии». Работа не была издана при жизни автора, фраза не имела экономической направленности (речь шла о руке древнеримского бога Юпитера). В работах «Теория нравственных чувств» (1759 год) и «Исследование о природе и причинах богатства народов» (1776 год) фраза использована при описании механизма влияния индивидуальных интересов на максимизацию общественного богатства.

## История появления
Идеи о непреднамеренном упорядочивании хаотических систем, лежавшие в основе метафоры «невидимой руки», можно найти в работах Петти и Локка в XVII веке. Философы шотландского Просвещения, одним из которых был Адам Смит, сделали основной темой своих работ мысль о том, что поступки индивидуумов могут иметь для общества положительные последствия, которые вовсе не были целью или побудительным мотивом для тех, кто их совершает.
Впервые термин невидимая рука использовался в подобном смысле в работе А. Смита «Теория нравственных чувств»:

По-видимому, какая-то невидимая рука заставляет их принимать участие в таком же распределении предметов, необходимых для жизни, какое существовало бы, если бы земля была распределена поровну между всеми населяющими её людьми. Таким образом, без всякого преднамеренного желания и вовсе того не подозревая, богатый служит общественным интересам и умножению человеческого рода.

Более известным стал фрагмент из главы II «Об ограничении ввоза из-за границы таких продуктов, которые могут быть производимы внутри страны» книги IV работы «Исследование о природе и причинах богатства народов»:

Но всякий человек употребляет капитал на поддержку промышленности только ради прибыли, поэтому он всегда будет стараться употреблять его на поддержку той отрасли промышленности, продукт которой будет обладать наибольшей стоимостью и обмениваться на наибольшее количество денег или других товаров.
Но годовой доход любого общества всегда в точности равен меновой стоимости всего годового продукта его труда или, вернее, именно и представляет собой эту меновую стоимость. И поскольку каждый отдельный человек старается по возможности употреблять свой капитал на поддержку отечественной промышленности и так направлять эту промышленность, чтобы продукт её обладал наибольшей стоимостью, постольку он обязательно содействует тому, чтобы годовой доход общества был максимально велик. Разумеется, обычно он не имеет в виду содействовать общественной пользе и не сознает, насколько он содействует ей. Предпочитая оказывать поддержку отечественному производству, а не иностранному, он имеет в виду лишь свой собственный интерес, и осуществляя это производство таким образом, чтобы его продукт обладал максимальной стоимостью, он преследует лишь свою собственную выгоду, причём в этом случае, как и во многих других, он невидимой рукой направляется к цели, которая совсем и не входила в его намерения; при этом общество не всегда страдает от того, что эта цель не входила в его намерения. Преследуя свои собственные интересы, он часто более действительным образом служит интересам общества, чем тогда, когда сознательно стремится делать это.

## Интерпретации
Согласно БРЭ, невидимая рука определяется как образ сил, которые обеспечивают достижение общеполезных экономических результатов действиями отдельных индивидов или даже вопреки им.
В «Новый Палгрейв: словарь по экономике» невидимая рука — это метафора Адама Смита, обозначающая принцип, при котором благотворный общественный порядок возникает как непреднамеренное следствие поступков индивидов.
Каждый производитель преследует собственную выгоду, но путь к ней лежит через удовлетворение чьей-либо потребности. Совокупность производителей, как будто движимая «невидимой рукой», активно, эффективно и добровольно реализует интересы общества, причём часто даже не думая об этом, а руководствуясь эгоистическими мотивами.
Сигнальная функция прибыли незаметно, но надёжно обеспечивает такое распределение ресурсов, которое уравновешивает спрос и предложение. Если производство убыточно, то количество задействованных ресурсов в данном производстве будет уменьшаться. В конечном итоге такое производство вовсе исчезнет под давлением конкурентной среды. Ресурсы будут тратиться для развития прибыльного производства.
С конца XIX века образ «невидимой руки» стал использоваться для обозначения тенденции рыночного механизма к достижению равенства между спросом и предложением, к обеспечению оптимального распределения ресурсов. Этому способствовало активное противопоставление (в частности, австрийской школой) рыночного либерализма и плановой экономики. Обычным становится использование немного дополненной фразы «невидимая рука рынка», хотя у А. Смита это высказывание не встречается.
В политической экономии концепция «невидимой руки» тесно связана с принципом «laissez-faire» (невмешательства), её современное выражение представляет собой взаимосвязь между эффективностью по Парето и конкурентным равновесием.